# Heterorachis trita
Heterorachis trita är en fjärilsart som beskrevs av Louis Beethoven Prout 1922. Heterorachis trita ingår i släktet Heterorachis och familjen mätare. Inga underarter finns listade i Catalogue of Life.